# Louis Thibaudet
Louis Thibaudet (Simandre, 1901 - Mâcon, 1980) est un peintre français, professeur à l'École nationale supérieure des beaux-arts de Bourges de 1943 à 1964.

## Biographie
Louis Thibaudet est né le 19 avril 1901 à Simandre (Saône-et-Loire), il est le fils d’un forgeron de La Frette (Saône-et-Loire), Claude Thibaudet et de Marie-Antoinette Cattin, originaire de Simandre.
En 1906, il est inscrit le 1er juin sur le registre de l’école communale des garçons de La Frette.
En 1908, le père décède, laissant son épouse et leurs deux enfants dans un total dénuement. Le curé de Sagy, oncle de Louis Thibaudet, fait entrer l'enfant au petit séminaire de Rimont (71). Il y recevra l’instruction qui lui permettra ensuite de trouver du travail. À l'âge de 16 ans, il occupe un emploi de clerc de notaire à Dijon.
Car depuis son plus jeune âge, Louis Thibaudet sait que sa vocation est la peinture. Ses premiers dessins datent de 1914. Il dessine au crayon, d'après nature, ce qu'il voit dans son village de La Frette. En 1918, il s'essaie à la peinture à l'huile. Dès que sa situation matérielle est assurée, il consacre tout son temps disponible à son art : il s'intéresse à l’histoire de l’art, il fréquente les musées et dessine puis peint, toujours sur le motif.
En 1924 il se marie avec Louise Coquille, institutrice. Le couple s’installe à Ozenay (71). Louis Thibaudet assure le secrétariat de mairie du village et de deux autres communes. Ce travail lui permet d'avoir le temps de se consacrer à son art.
En 1925, ses dessins sont remarqués par le critique d'art Waldemar George, rédacteur en chef de la revue parisienne "l'Amour de l'Art".
En 1928, "L'essor", revue d'art de Dijon publie la reproduction de deux nus de Louis Thibaudet. Il exposera régulièrement à Dijon au Salon de l’Essor jusqu'en 1937.
De 1936 à 1941, il participe à des expositions de groupe : à Paris à la Galerie Carmine, au salon d'Automne de Lyon et à la Galerie Pédrinis de Mâcon.
En 1943, il est nommé professeur de dessin et de peinture à l’école nationale des Beaux-Arts de Bourges. Louise, son épouse, obtient un poste d'institutrice à Saint-Doulchard à côté de Bourges.
Pour Louis Thibaudet, « enseigner les Beaux-Arts consiste à faire d’élèves des créateurs ». La qualité de son enseignement est reconnue par les critiques et les personnalités de Bourges. Autour de lui se constitue un groupe d’élèves passionnés. Son influence est considérable. Lorsqu'ils exposent ensemble leurs travaux les critiques le désignent sous le nom de « L’École de Bourges » en 1958, ou « Le groupe de Bourges » en 1973. Il passe l'été avec son épouse dans leur maison de Champvent près de Chardonnay en Saône-et-Loire. Des élèves rejoignent leur professeur pour peindre la campagne mâconnaise en sa compagnie.
En 1964, Louis Thibaudet quitte l’enseignement et s’installe pour sa retraite à Mâcon, place de la Baille. L’été, il réside à Champvent. Il y reçoit la visite de ses anciens élèves, qui viennent de toute la France rechercher ses conseils et ses avis. Il poursuit son œuvre et expose.
En 1979, peu avant son exposition de Mâcon, il a la douleur de perdre son épouse. Il la lui dédie en première page du catalogue : "À la mémoire de celle dont la présence précieuse m'a permis d'accomplir l'œuvre modeste que je voulais réaliser"
Il décède le 18 septembre 1980. Il est inhumé à Mâcon au cimetière Saint-Brice sous une modeste pierre tombale.
Depuis lors ses anciens élèves, réunis annuellement pour une exposition commune à Saint-Ambroix dans le Cher, ont créé une association régie par la loi de 1901: "les Anciens Élèves et les Amis du peintre Louis Thibaudet (AEALT), dans le but de promouvoir l'œuvre de leur Maître. Michel Marchand ancien élève, professeur d'histoire de l'art à Limoges fut le premier président de cette association. Il a assuré et préfacé l'édition du livre dédié à l’œuvre de Louis Thibaudet.
Quand la peinture se fait mémoire : paysans et paysages 1870-1940 ; Musée des Ursulines ; Musées de Mâcon, 1996. (OCLC 80284811)
Louis Thibaudet : peintures et dessins (1920-1980) Mâcon musée des Ursulines, 26 octobre 1984-6 janvier 1985. ; Musée des Ursulines et Jean-François Garmier ; Mâcon: Musée des Ursulines, 1984. (OCLC 27132037) ; Mâcon Musée des Ursulines du 22 juin au 26 août 2007 et Simandre (71) du 9 juin au 22 juin 2007 Privé-Public ; Louhans Musée Municipal du 16 mai au 11 septembre 2009.
Louis Thibaudet : exposition rétrospective de peintures et dessins, Brest, palais des arts et de la culture, du 17 mars 1972 au 4 juin 1972 ; Palais des arts et de la culture (Brest, France) ; Brest : Palais des arts et de la culture, 1972. (OCLC 27131978)
Louis Thibaudet ; Maison de la culture de Bourges, 1965. (OCLC 86117005)

## Critiques
L’œuvre de Louis Thibaudet se situe à contre-courant des mouvements d’avant-garde qui ont existé à son époque. À l’écart des écoles modernistes, il pensait que ne pas se voir est nécessaire pour bien voir, tout en précisant qu’il n’y a pas d’art figuratif authentique sans abstraction et que peindre n’est pas copier la nature mais en trouver l’équivalence. 
Gérard GAUTRON - Peintre Enseignant à l’Ecole des Beaux-Arts de Lorient – Le Berry Républicain – 7 octobre 1980
Monsieur Thibaudet ne place pas l’imagination dans le sujet, dans l’exploitation du hasard ou des matières nouvelles. Les recherches faciles ne l’émeuvent guère. Pour lui, la beauté réside dans la justesse des rapports : rapport des formes, rapport des tons. Il scrute le monde qui l’entoure, son monde est aussi le nôtre.
Michel MARCHAND – Professeur d’Histoire de l’Art à l’Ecole Nationale des Arts Décoratifs de Limoges – Catalogue de l’exposition de Mâcon au Musée des Ursulines – 1970
Le critique d’art Henri MARTINIE, commentant une exposition parisienne de THIBAUDET a dit : « Devant les paysages de ce peintre, la définition d’Amiel : le paysage état d’Ame s’impose vite à l’esprit. Il y a une correspondance évidente entre ce peintre et la nature qui l’inspire, suggestive d’une rêverie où même l’espoir a couleur de mélancolie discrète. »
Cité par Jean GOBLET – Le Berry Républicain
Méfiant à l’égard des théories et faisant volontiers confiance à son instinct, son travail est l’aboutissement d’un long apprentissage du regard et traduit, par leur harmonie et leur rythme une longue histoire et un ordre naturel des choses. 
Sous les apparences du charme la rigueur est présente et sous-jacente, à l’instar de l’art poétique de Verlaine. Influencé dans sa jeunesse par Dunoyer de Segonzac, sa peinture, par sa composition, ses choix de couleurs et ses sujets intimistes est sans artifices ni faux-semblant. 
Articles de presse et catalogues d’expositions

## Principales expositions
De 1928 à 1937 – Dijon - Salon de l’Essor
De 1936 à 1941 il figure dans des expositions de groupe de la Galerie Carmine à Paris, auprès d’Othon Friesz, Poliakoff, Oudot, Modigliani, etc.
Au Salon d’automne de Lyon, acquisition d'une peinture par la ville de Lyon. La galerie Pedrinis, à Mâcon, expose souvent ses œuvres récentes (aquarelles, pastels de fleurs, paysages).
De 1943 à 1947 – Salon d’Automne de Lyon. Salon des Beaux-Arts de Saint-Étienne. Galerie « La Licorne », rue du Faubourg Saint-Honoré.
Entre 1951 et 1954. Exposition au profit des Œuvres sociales de la Résistance à Bourges, aux côtés de Braig, Carzou, Paul Colin, Hambourg, Kischka, Pressemane, Vinay, etc. le graveur L.Joseph Soules, les sculpteurs Berthe Martini, Marcel Gili.
Galerie Bruno Bassano, rue Grégoire de Tours, Paris VI.
1962 – salon du Dessin et de la Peinture à l’Eau au musée d’Art Moderne de la Ville de Paris.
1965 – « le monde poétique de Thibaudet ou vingt ans de bonheur de peindre » ; sous ce titre, Jean Goldman, du "Berry Républicain", rend compte de l’exposition de la maison de la culture de Bourges et des travaux effectués entre 1943 et 1965, tant en Bourgogne, à Ozenay, ou à Champvent, durant les vacances, qu’en terre berrichonne, à Saint-Doulchard et route de Saint-Michel de Volengis à Bourges, où il réside jusqu'à sa retraite. Cette rétrospective comprenait une centaine d’œuvres (fleurs, natures mortes, portraits, paysages, compositions), dont l’huile « Passantes dans la neige » (Collection privée). Il se fixe ensuite à Mâcon, où il poursuit son œuvre.
1970 - Salon d’Automne au Grand Palais à Paris.
1972 – Rétrospective Louis Thibaudet au Palais des Arts et de la Culture de Brest
1970 – 1979- 1984 – 1995 - Rétrospectives de l’œuvre au Musée des Ursulines de Mâcon
2007 - Rétrospective de l’œuvre au Musée des Ursulines de Mâcon et à Simandre
2009 - Rétrospective de l’œuvre au Musée de Louhans
2015 – Musée de Louhans - Inauguration des salles Thibaudet – Exposition permanente d’œuvres du Fonds Thibaudet

## Collections publiques
- Musée des Ursulines – Mâcon,
- Musée de Louhans
- Commune de La Frette
- Musée Simon Segal (anciennement Galerie Bassano) – Aups. Tableau intitulé "le pain et la lampe"

## Galerie

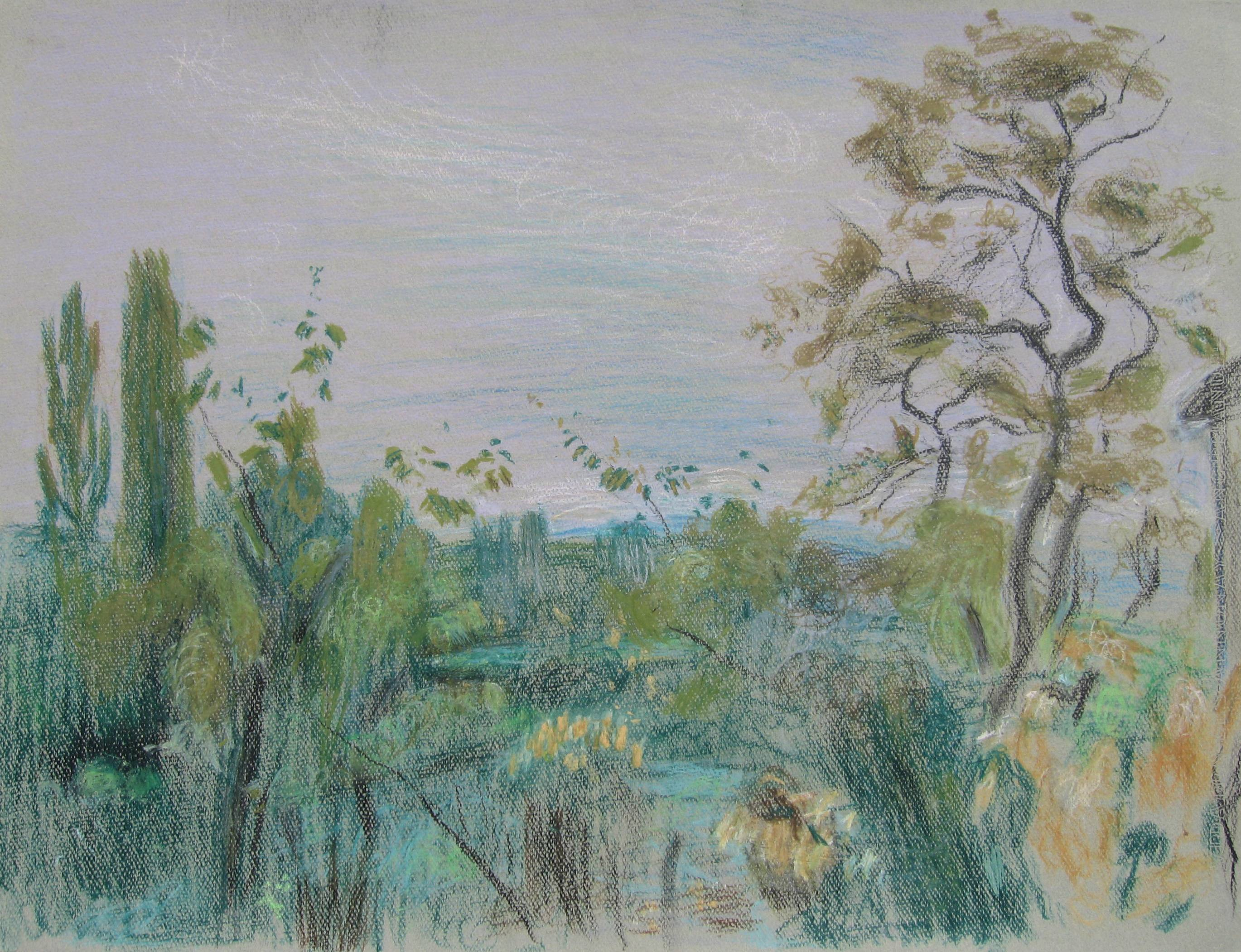
Le Marais, pastel, 42,5 x 52. Collection particulière.
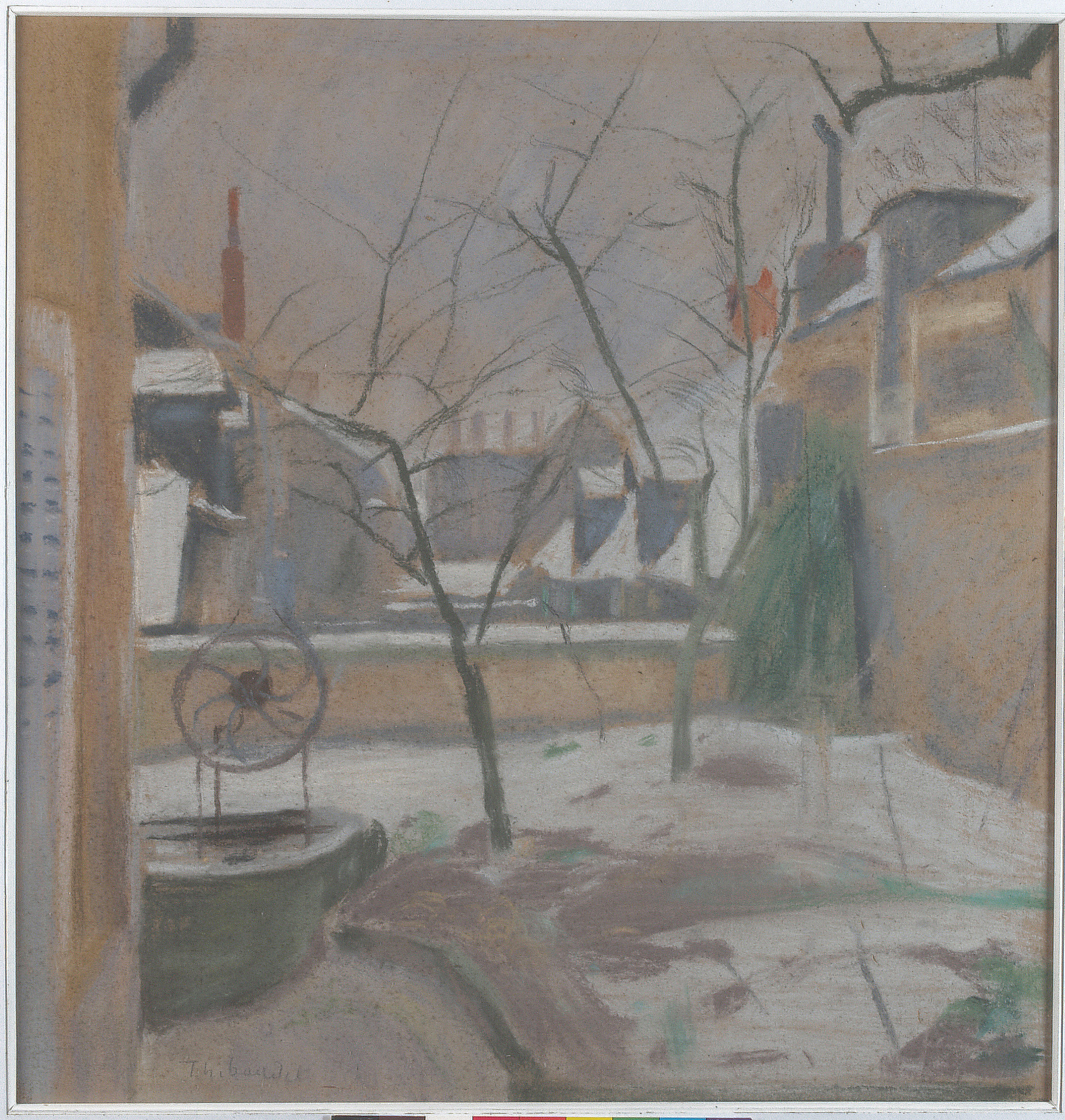
Neige sur le jardin à Saint-Doulchard, pastel, 43 x 61. Collection particulière.
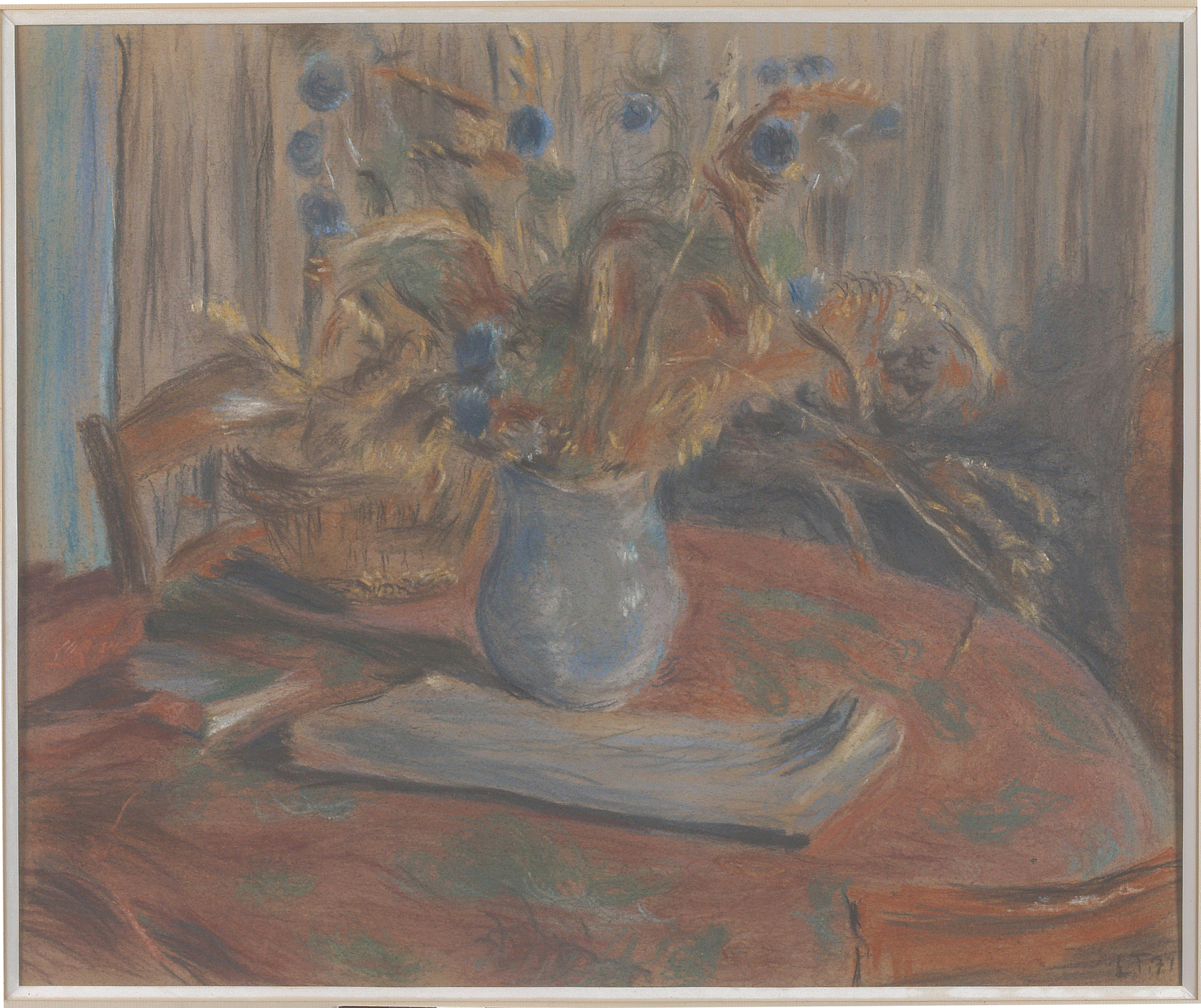
Vase bleu aux chardons, pastel, 46 x 55,5 (1871). Collection particulière.
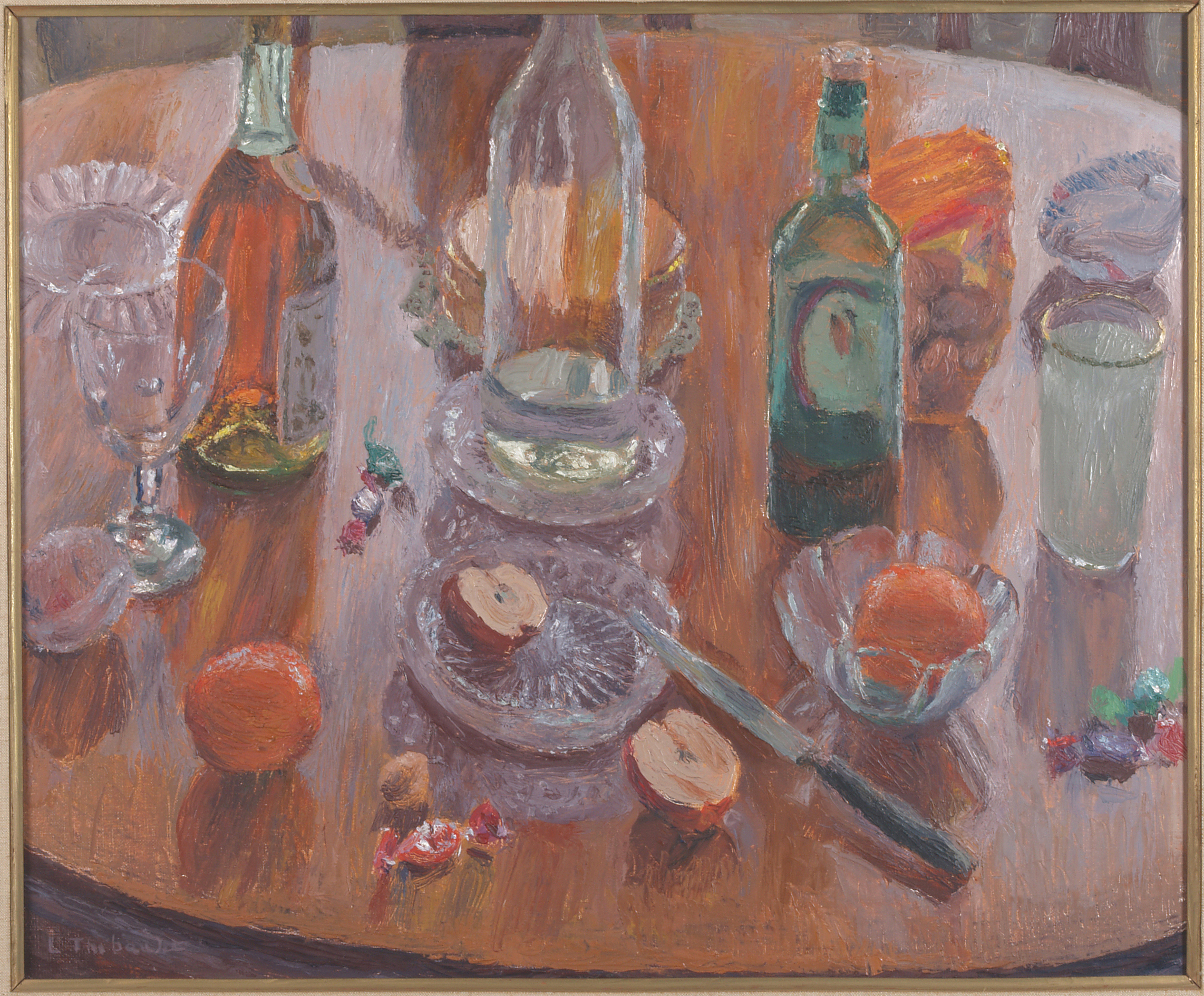
Nature morte, huile, 54 x 65. Collection particulière.
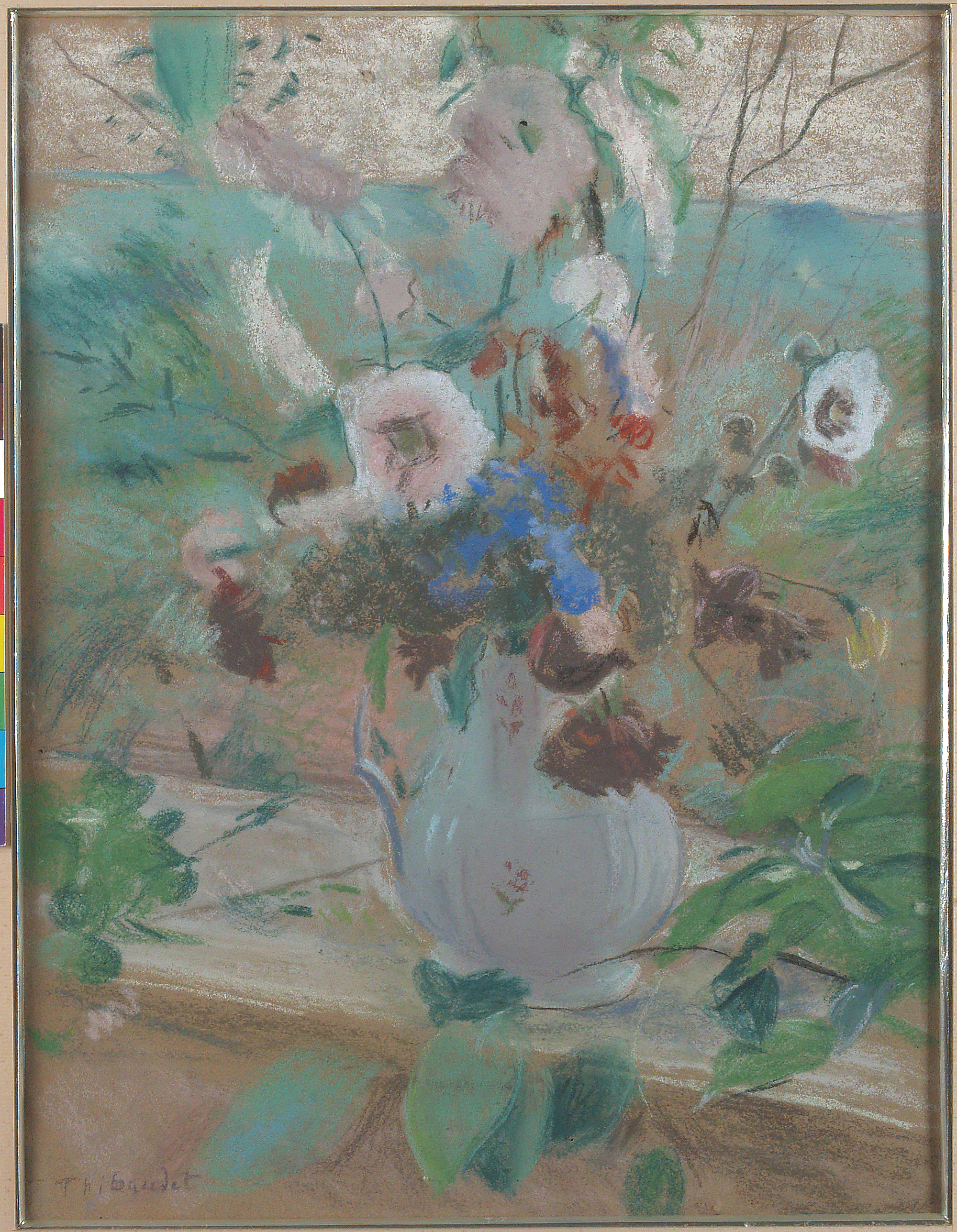
Bouquet à Champvent, pastel, 47 x 36 (avant 1950). Collection particulière.
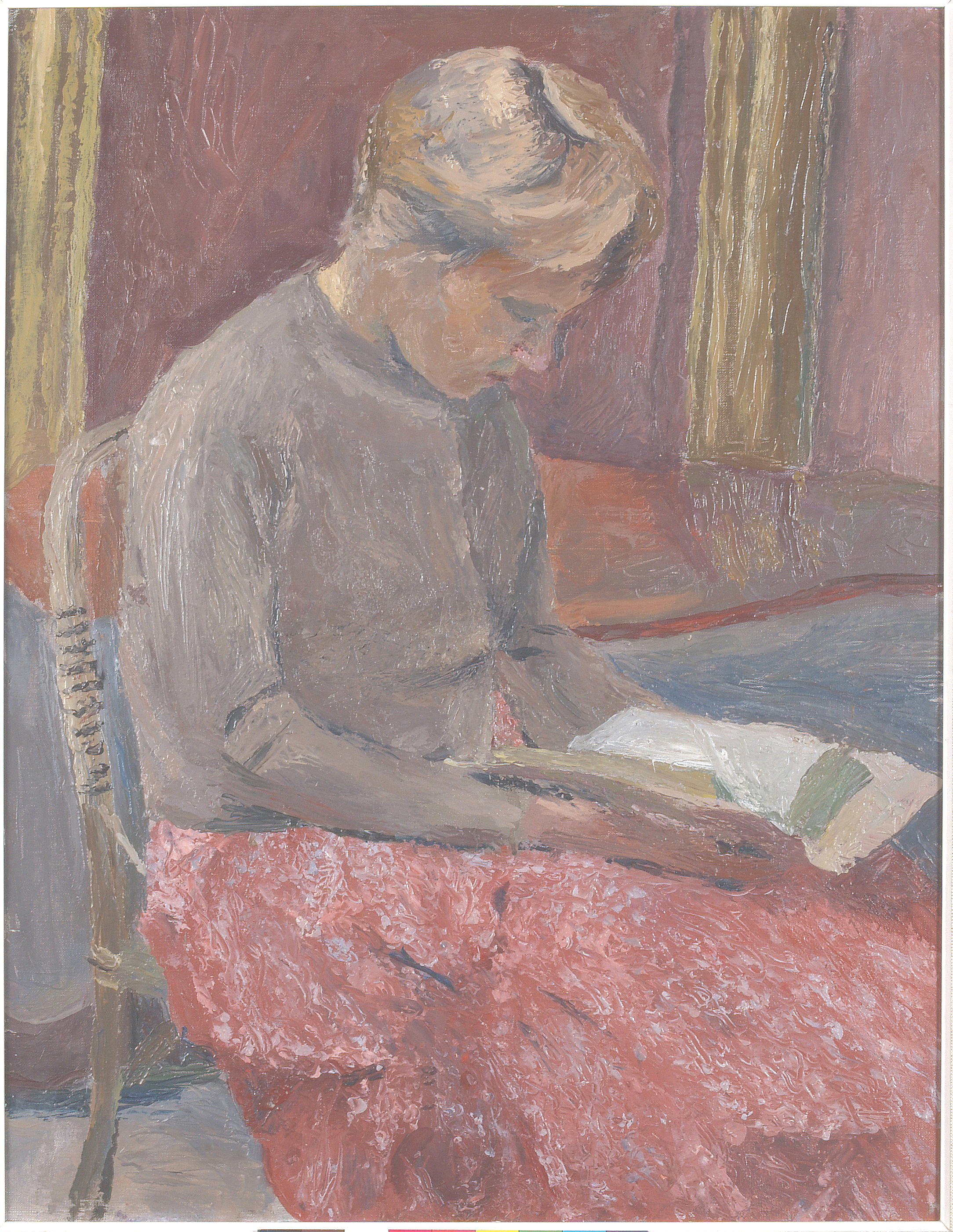
Jeune fille lisant, huile sur toile, 65 x 50 (1960). Collection particulière.
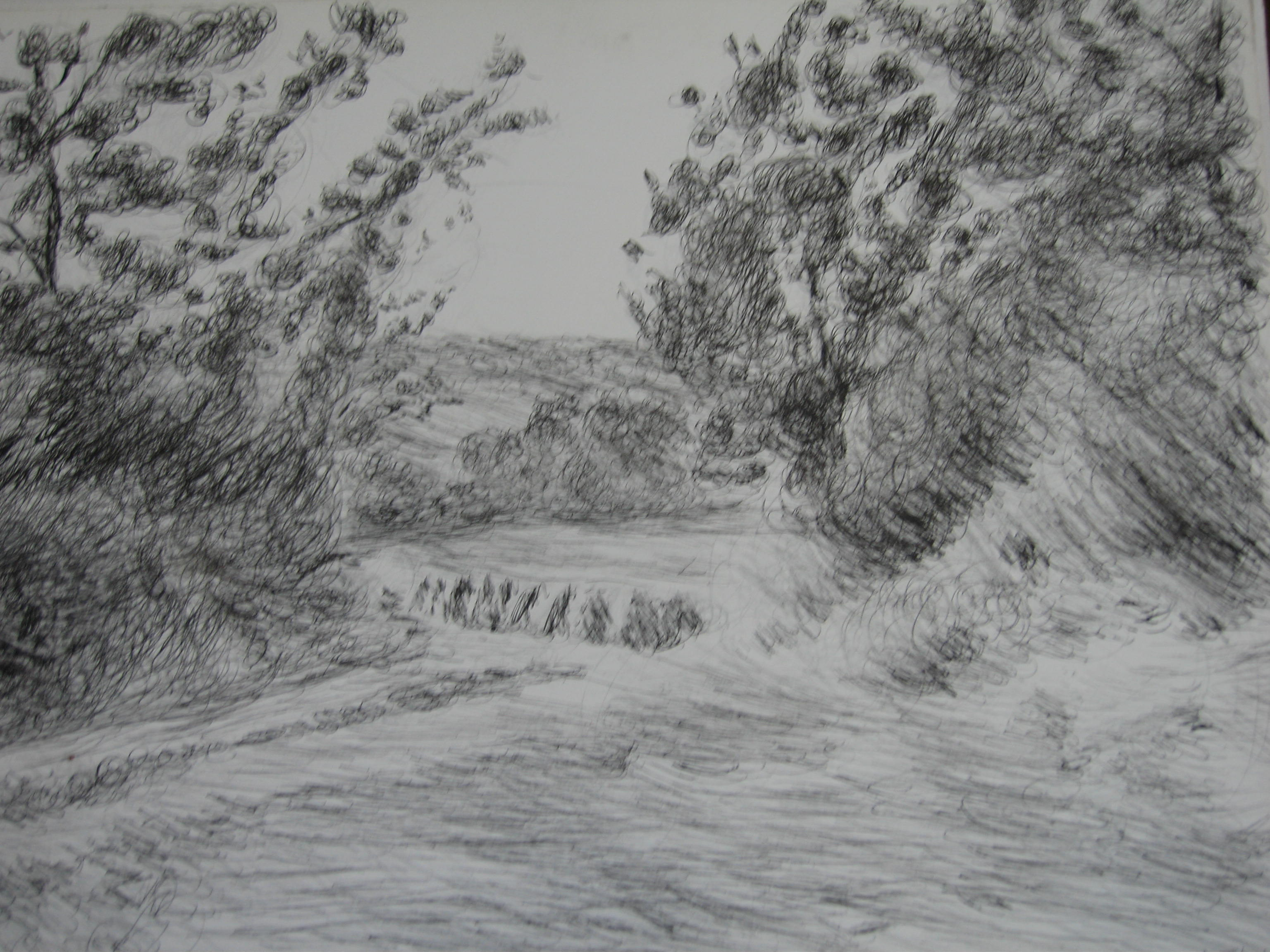
La Moisson, plume, 48 x 62,5 (1972). Collection particulière.
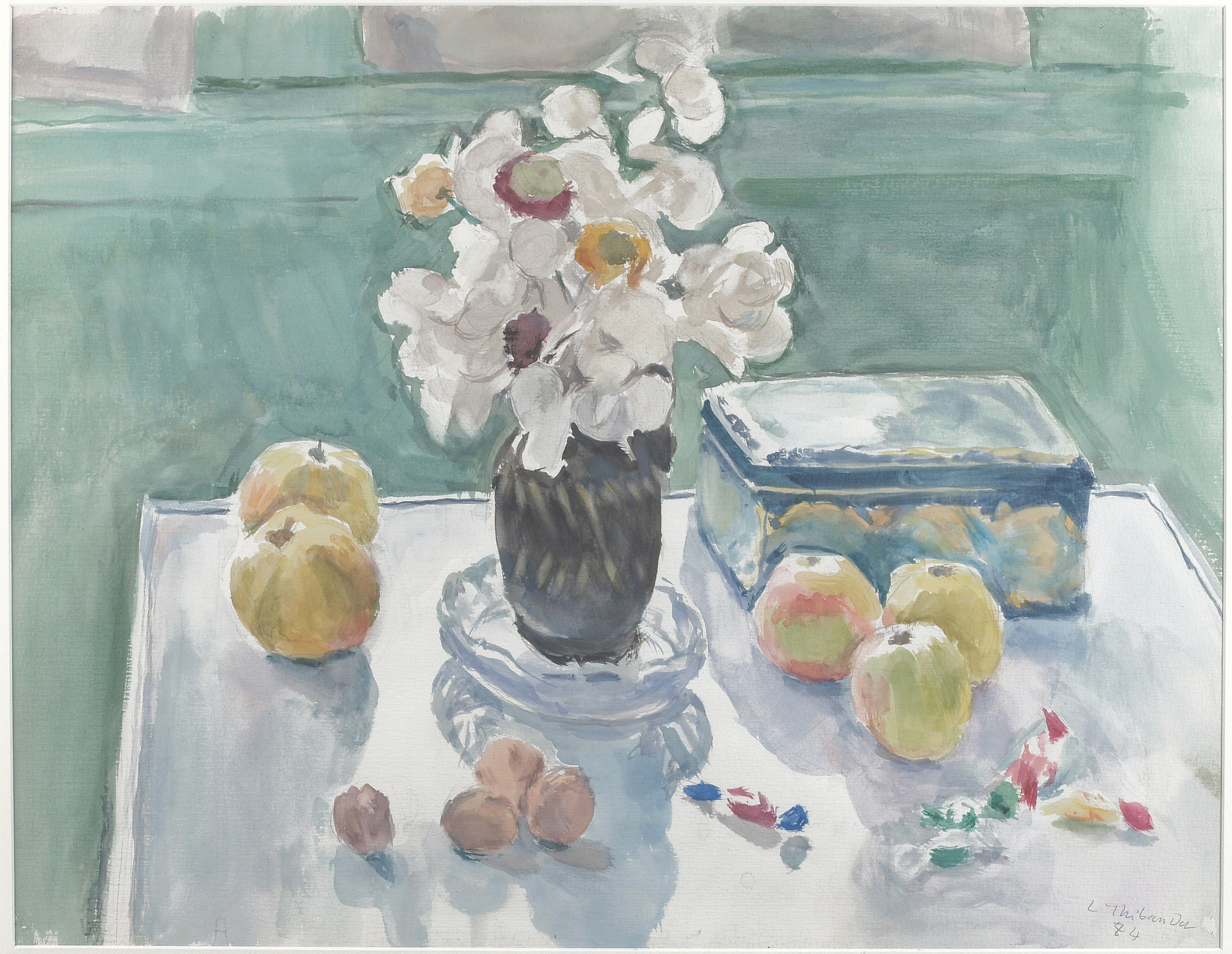
Nature porte aux pommes, aquarelle, 49,5 x 63,5 (1974). Collection particulière.
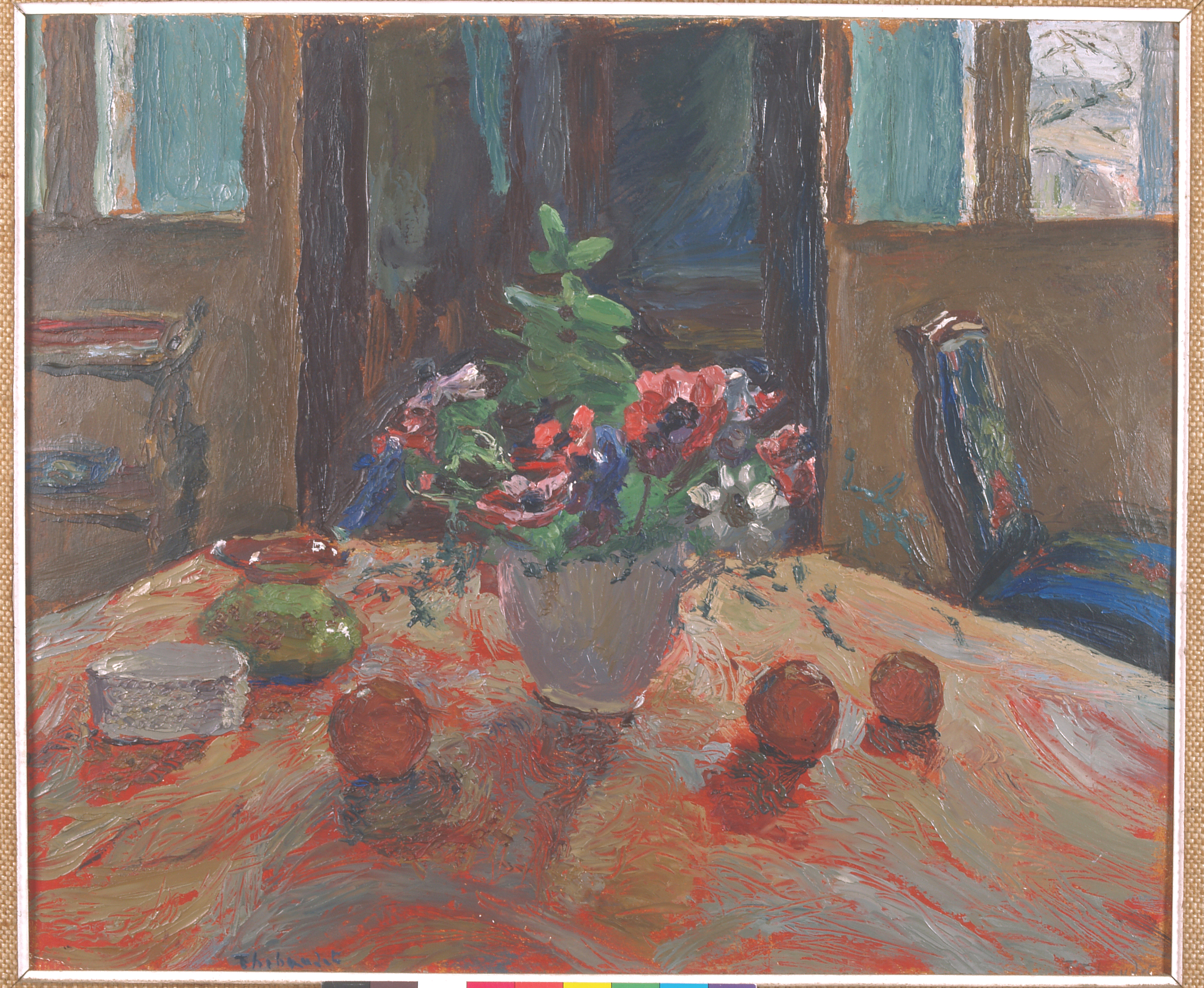
Anémones, huile sur toile, 44,5 x 54. Collection particulière.